# Prowincja warszawska karmelitów bosych w Polsce
Prowincja warszawska pw. Trójcy Przenajświętszej w Polsce – jedna z dwóch prowincji zakonu karmelitów bosych w Polsce. Powstała w 1993 roku. Obejmuje klasztory męskie (tzw. konwenty) oraz żeńskie klasztory mniszek karmelitanek bosych (tzw. karmele).

## Historia
Pierwsi karmelici żyjący według zreformowanej reguły św. Teresy i św. Jana od Krzyża zakładają swój klasztor w Krakowie w 1605 roku. W 1617 roku zostaje utworzona prowincja polska. Istnieje ona do 1864 roku, kiedy to zostaje zniesiona, a jedyny funkcjonujący konwent w Czernej zostaje włączony do prowincji austriackiej. Po odzyskaniu przez Polskę niepodległości oraz odnowie życia zakonnego pośród polskich karmelitów prowincja polska zostaje ustanowiona na nowo w 1920 roku. W latach 1946-1993 Kuria Prowincjalna mieściła się w Warszawie. W 1993 roku decyzją władz zakonnych dokonano podziału dotychczasowej struktury na dwie oddzielne prowincje: krakowską i warszawską.

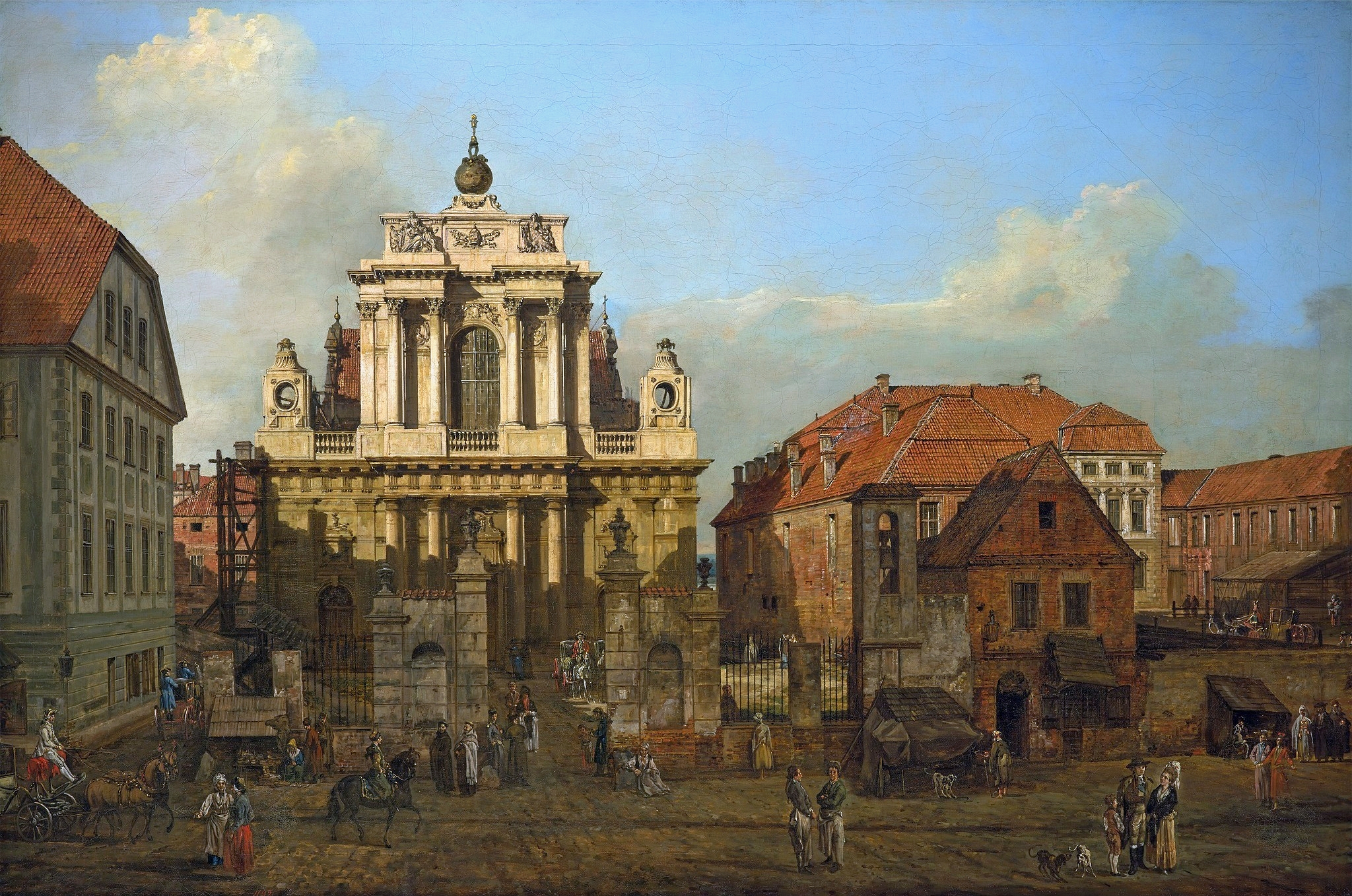
Bernardo Belotto Kościół karmelitów w Warszawie (1780)

Do Warszawy karmelici bosi przybywają w 1639 roku, wspierani przez króla Władysława IV i jego małżonkę królową Cecylię Renatę. Przy Krakowskim Przedmieściu stawiają drewnianą kaplicę, a w 1643 roku rozpoczynają budowę murowanego kościoła pw. Wniebowzięcia NMP i św. Józefa Oblubieńca. Uroczystej konsekracji świątyni dokonał biskup poznański Mikołaj Święcicki 28 października 1701 roku. Szczególną misją pełnioną przez warszawskich karmelitów było kierownictwo duchowe wobec członków dworu królewskiego. W 1794 roku klasztor został przeznaczony na koszary wojskowe. W 1864 roku władze carskie kasują konwent "za jawny i udowodniony udział w buntowniczych działaniach przeciwko rządowy". Obecnie kościół służy Wyższemu Metropolitalnemu Seminarium Duchownemu. Do stolicy karmelici wracają w 1944 roku. Początkowo zamieszkują dom przy ulicy Czeczota 29, który w czasie powstania warszawskiego ulega zniszczeniu. Po wojnie otrzymują przydział na zamieszkanie w posesji przy ul. Ursynowskiej 52. Ostatecznie w 1947 roku zamieszkują zabudowania przy ul. Racławickiej 31, który remontują i dostosowują do wymogów życia klasztornego. W 2017 roku karmelici otrzymują w zarząd parafię przy kościele pw. Świętej Trójcy w Warszawie i fundują drugą wspólnotę w stolicy.
Najstarszą fundacją karmelitów bosych obecnie przynależącą do prowincji warszawskiej jest konwent w Poznaniu (1618). Barokowy kościół pw. św. Józefa (jako pierwszy w Polsce noszący takie wezwanie) na Wzgórzu Św. Wojciecha powstaje w latach 1635-1687. Władze pruskie usuwają zakonników z klasztoru w 1801, a budynki oddają w zarząd wojsku. Po odzyskaniu niepodległości przez Polskę świątynia pełni funkcję kościoła garnizonowego. Zakonnicy wracają do Poznania w 1945 roku i przejmują zrujnowane zabudowania klasztorne. Żmudnym wysiłkiem podejmują ich odbudowę. Obecnie w Poznaniu mieści się dom formacyjny i studium dla braci-kleryków.

## Zarząd prowincji
Stan na październik 2023
- przełożony prowincjalny: o. Łukasz Kansy OCD
- I radny prowincji: o. Wojciech Ciak OCD
- II radny prowincji: o. Marian Stankiewicz OCD
- III radny prowincji: o. Józef Tracz OCD
- IV radny prowincji: o. Michał Swarzyński OCD.

## Klasztory męskie
Stan na maj 2023

### Polska
- Drzewina: Konwent pw. Najświętszej Maryi Panny z Góry Karmel (Drzewina 14)
- Gorzędziej: Konwent pw. św. Wojciecha (ul. Ks. Hundsdorfa 7a)
- Łódź: Konwent pw. Opieki św. Józefa (ul. Liściasta 9)
- Poznań: Konwent pw. św. Józefa Oblubieńca NMP (ul. Działowa 25)
- Sopot: Dom zakonny pw. Świętej Rodziny (ul. Bartosza Głowackiego 3)
- Warszawa: Konwent pw. św. Józefa (ul. Racławicka 31)
- Warszawa-Solec: Konwent pw. Trójcy Świętej (ul. Solec 61)
- Wrocław: Konwent pw. Opieki św. Józefa i Matki Bożej Miłosierdzia (ul. Ołbińska 1a)
- Zamarte: Konwent pw. Narodzenia NMP (ul. Klasztorna 2)
- Zwola: Konwent pw. św. Teresy od Jezusa (ul. Dąbrowska 11)

### Zagraniczne
- Gudogaje (Białoruś): Konwent pw. Narodzenia NMP
- Miadzioł (Białoruś): Konwent pw. Matki Bożej Szkaplerznej
- Mińsk (Białoruś): Konwent pw. Naszej Matki św. Teresy z Avila
- Narocz (Białoruś): Konwent pw. Matki Bożej Anielskiej
- Korona(inne języki) (Stany Zjednoczone): Konwent pw. Józefa
- Kowno (Litwa): Konwent pw. Świętego Krzyża
- Usole Syberyjskie (Rosja): Konwent pw. św. Rafała Kalinowskiego

## Klasztory żeńskie
Stan na maj 2023

### Polska
- Borne-Sulinowo: Karmel pw. Maryi Matko Pojednania (ul. Parkowa 17)
- Elbląg: Karmel pw. Niepokalanego Poczęcia NMP (ul. Michała Kajki 5)
- Ełk: Karmel pw. Matki Nadziei i św. Teresy od Dzieciątka Jezus (ul. Wityny 21)
- Gdynia: Karmel pw. Matki Bożej Wielkiego Zawierzenia (ul. Cumowników 8)
- Gniezno: Karmel pw. Świętej Rodziny: Jezusa, Maryi i Józefa (ul. Cienista 2)
- Kalisz: Karmel pw. Najświętszego Imienia Maryi i św. Józefa (Niedźwiady 40)
- Łasin: Karmel pw. Matki Bożej Nieustającej Pomocy i św. Józefa (ul. Odrodzenia Polski 6)
- Łódź: Karmel pw. Świętej Teresy od Dzieciątka Jezus (ul. Św. Teresy 6)
- Nowe Osiny: Karmel pw. Opatrzności Bożej i Niepokalanego Serca Maryi (ul. Św. Józefa 6)
- Poznań: Karmel pw. Najświętszego Serca Pana Jezusa (ul. Święty Wojciech 19/20)
- Spręcewo: Karmel pw. Trójcy Przenajświętszej i Bożej Rodzicielki Maryi (Spręcewo 53a)
- Sucha Huta: Karmel pw. Słowa Bożego i Świętych Aniołów (Sucha Huta 37)
- Szczecin: Karmel pw. Miłości Miłosiernej (ul. Strzałowska 26b)
- Tryszczyn: Karmel pw. Narodzenia Pańskiego (ul. Bydgoska 6)
- Warszawa: Karmel: pw. Ducha Świętego i św. Józefa (ul. Wolska 27/29)
- Włocławek: Karmel pw. św. Józefa (ul. Kościelna 10)
- Wrocław: Karmel pw. NMP Pośredniczki Łask i św. Józefa (ul. Karłowicza 1/3)

### Zagraniczne
- Hafnarfjörður (Islandia): Karmel pw. Niepokalanej Pani Jasnogórskiej i św. Józefa
- Karaganda (Kazachstan): Karmel pw. Trójcy Przenajświętszej i św. Józefa
- Tromsø (Norwegia): Karmel pw. Totus Tuus Niepokalanej Dziewicy Ozdoby Karmelu
- Usole Syberyjskie (Rosja): Karmel pw. Trójcy Przenjaświętszej

## Galeria

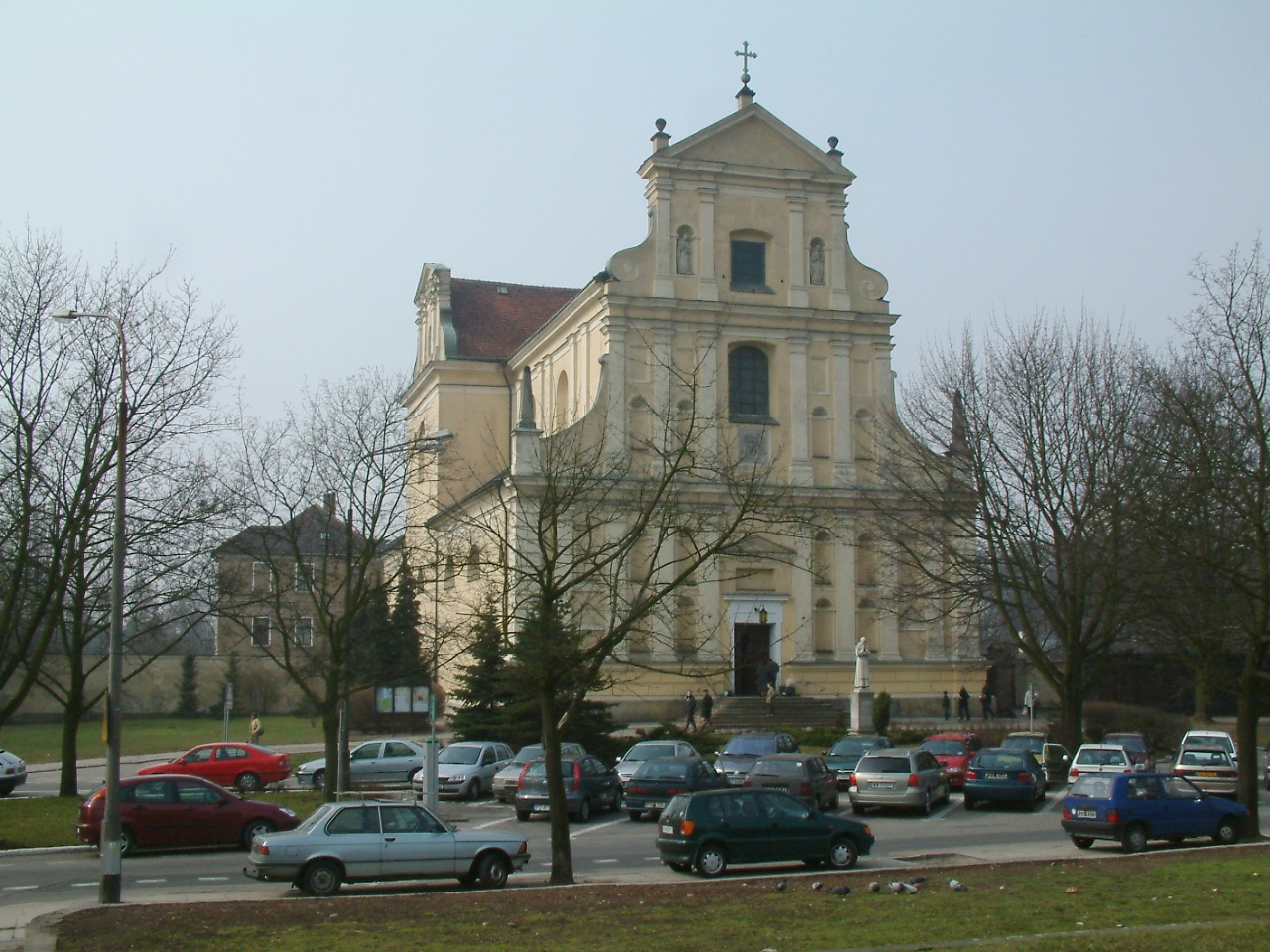
Konwent w Poznaniu
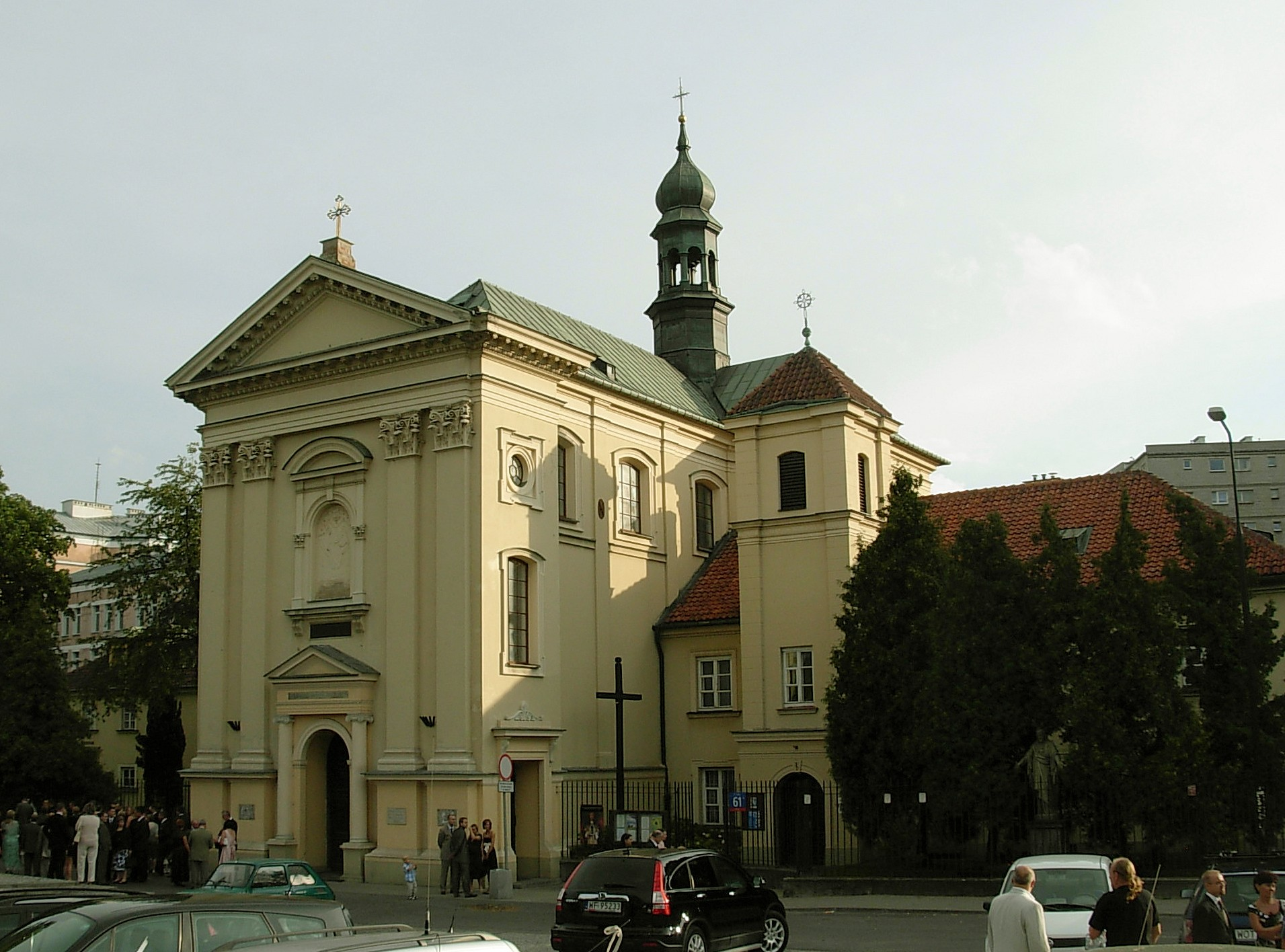
Konwent w Warszawie-Solcu
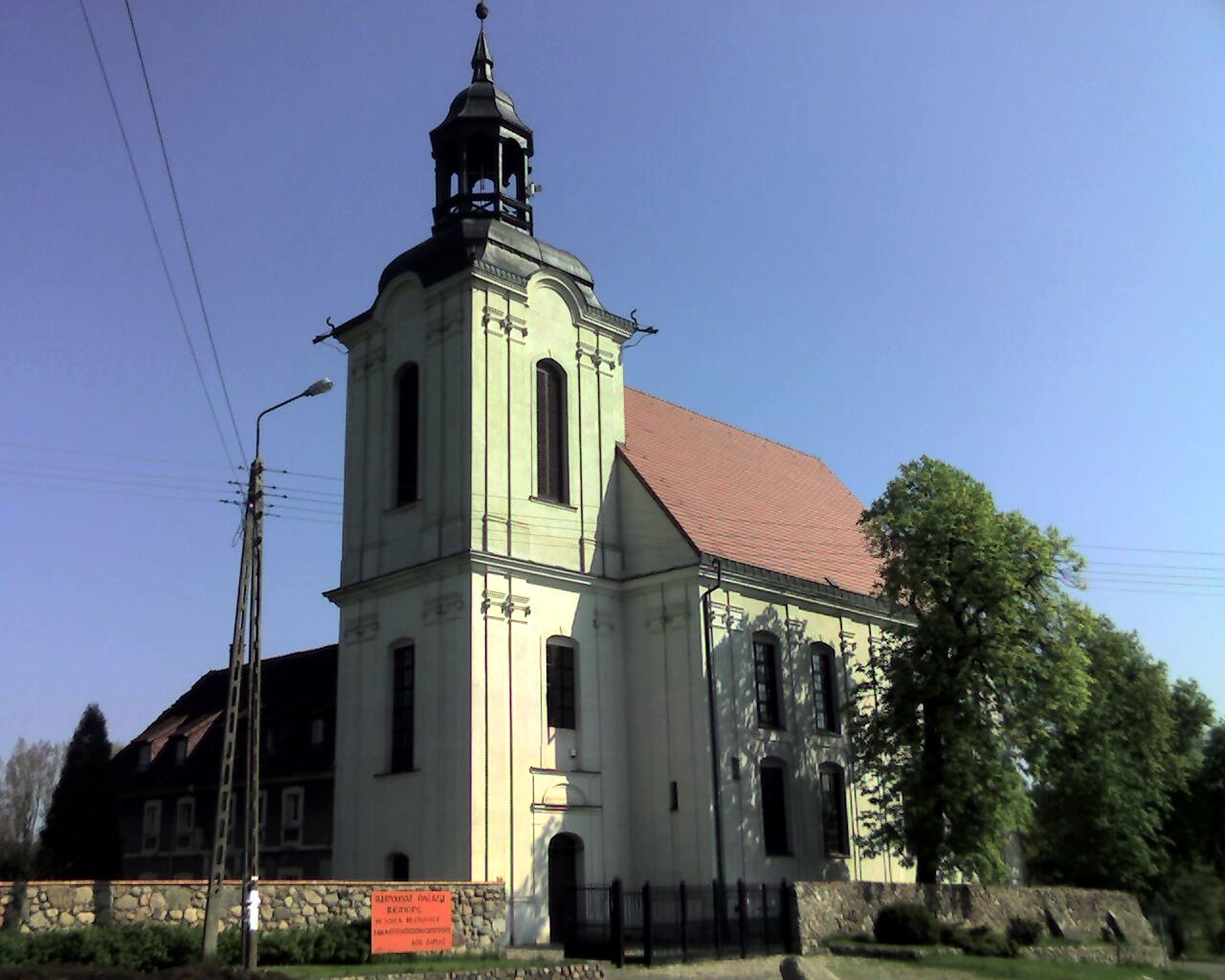
Konwent w Zamartem
Konwent w Gorzędzieju
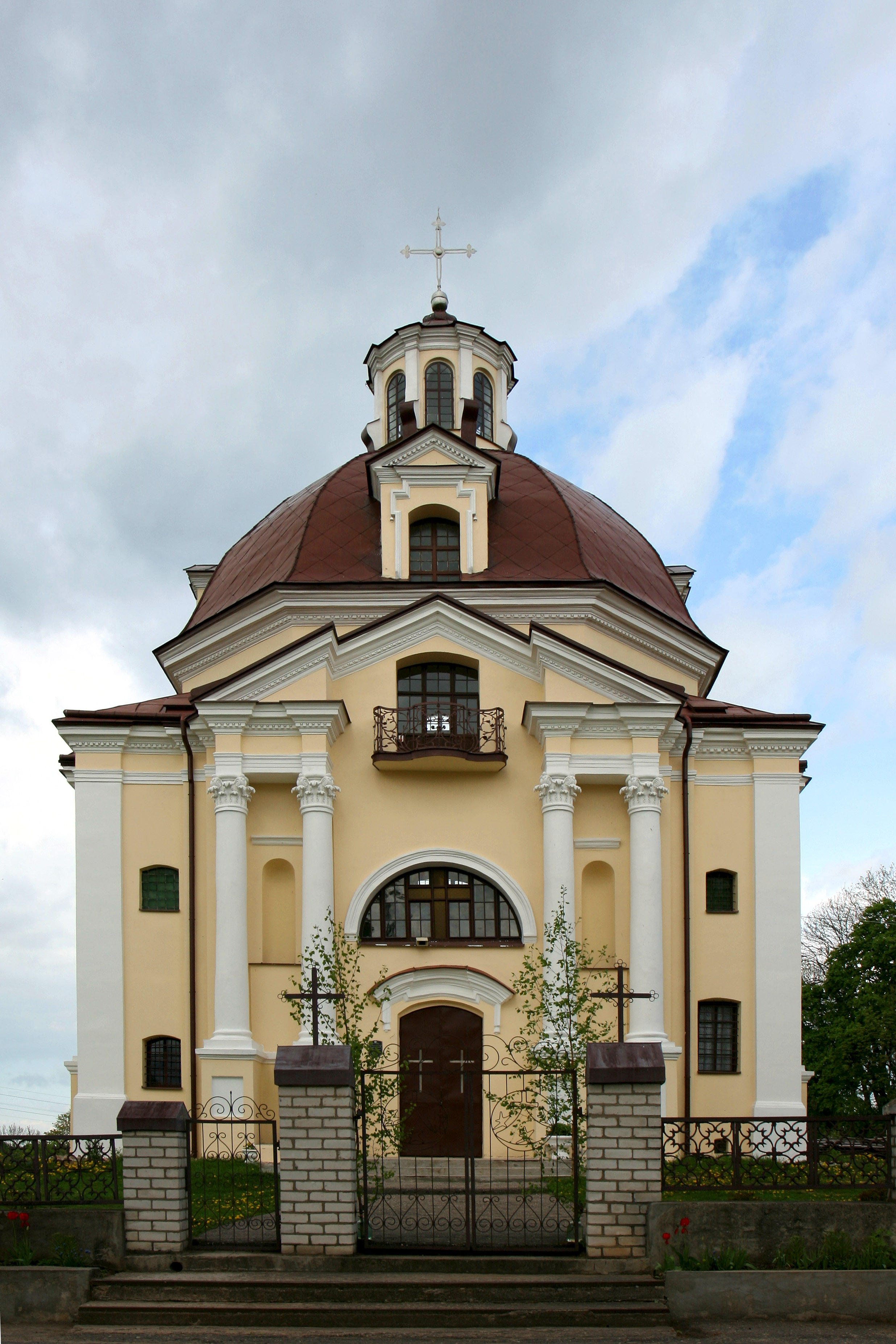
Konwent w Miadziole (Białoruś)